# Anuszawan Tanielian
Anuszawan Tanielian (ur. 1951 w Bejrucie) – duchowny Apostolskiego Kościoła Ormiańskiego, od 2006 biskup pomocniczy Wschodniej Ameryki.

## Życiorys
Święcenia kapłańskie przyjął w 1972. Sakrę biskupią otrzymał 4 czerwca 2006 jako wikariusz generalny diecezji wschodniej Ameryki.